# Костел Святого Миколая (Рогатин)
Костел Святих Миколая та Анни — чинний костел у місті Рогатині Івано-Франківської області; давній духовний осередок, взірець архітектури готики та ренесансу XV—XVII століть, цінна пам'ятка культурної і сакральної спадщини.
Розташований у середмісті Рогатина за адресою: вул. Галицька, 60.

## Опис

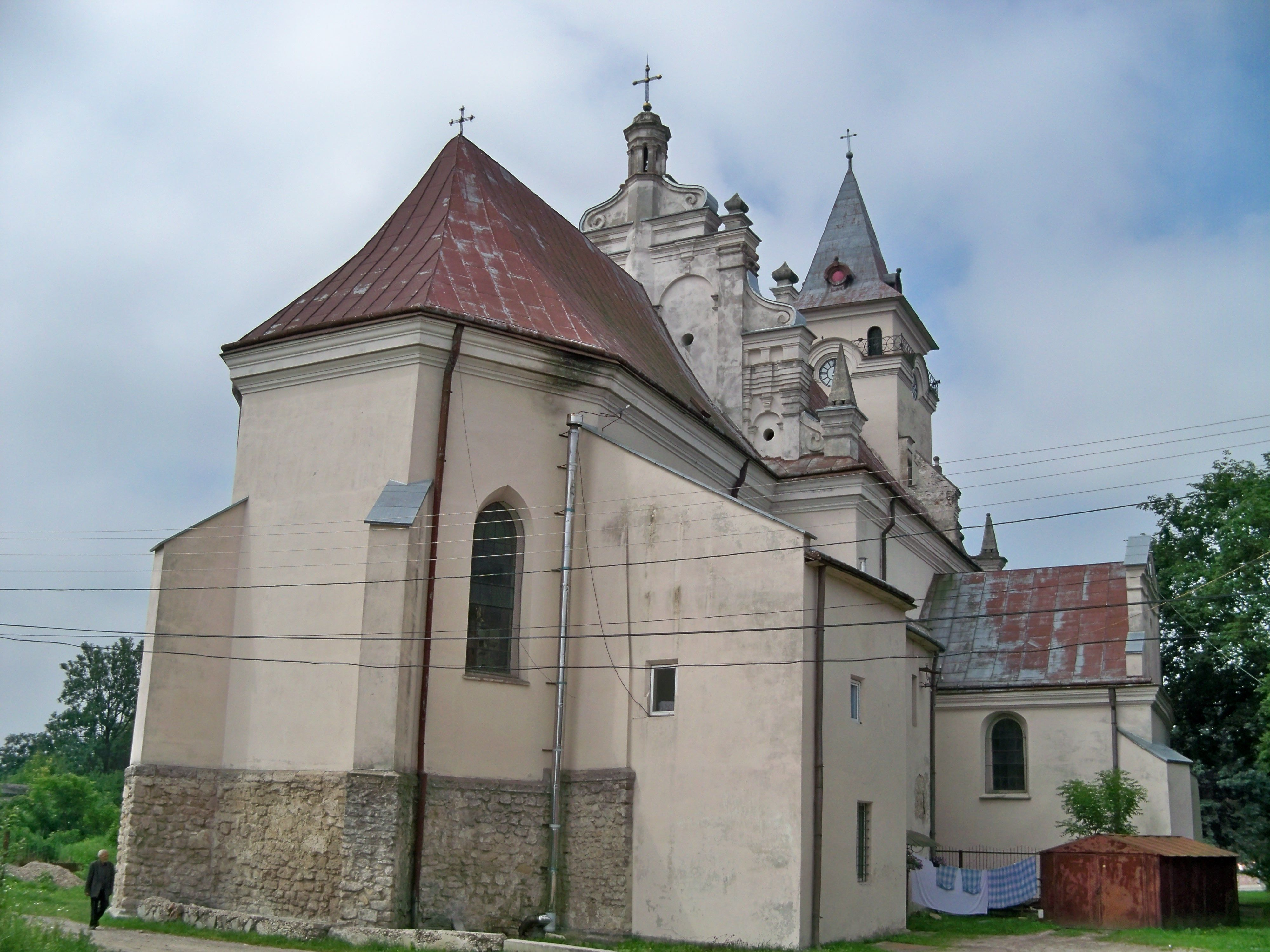
Вигляд з боку абсиди

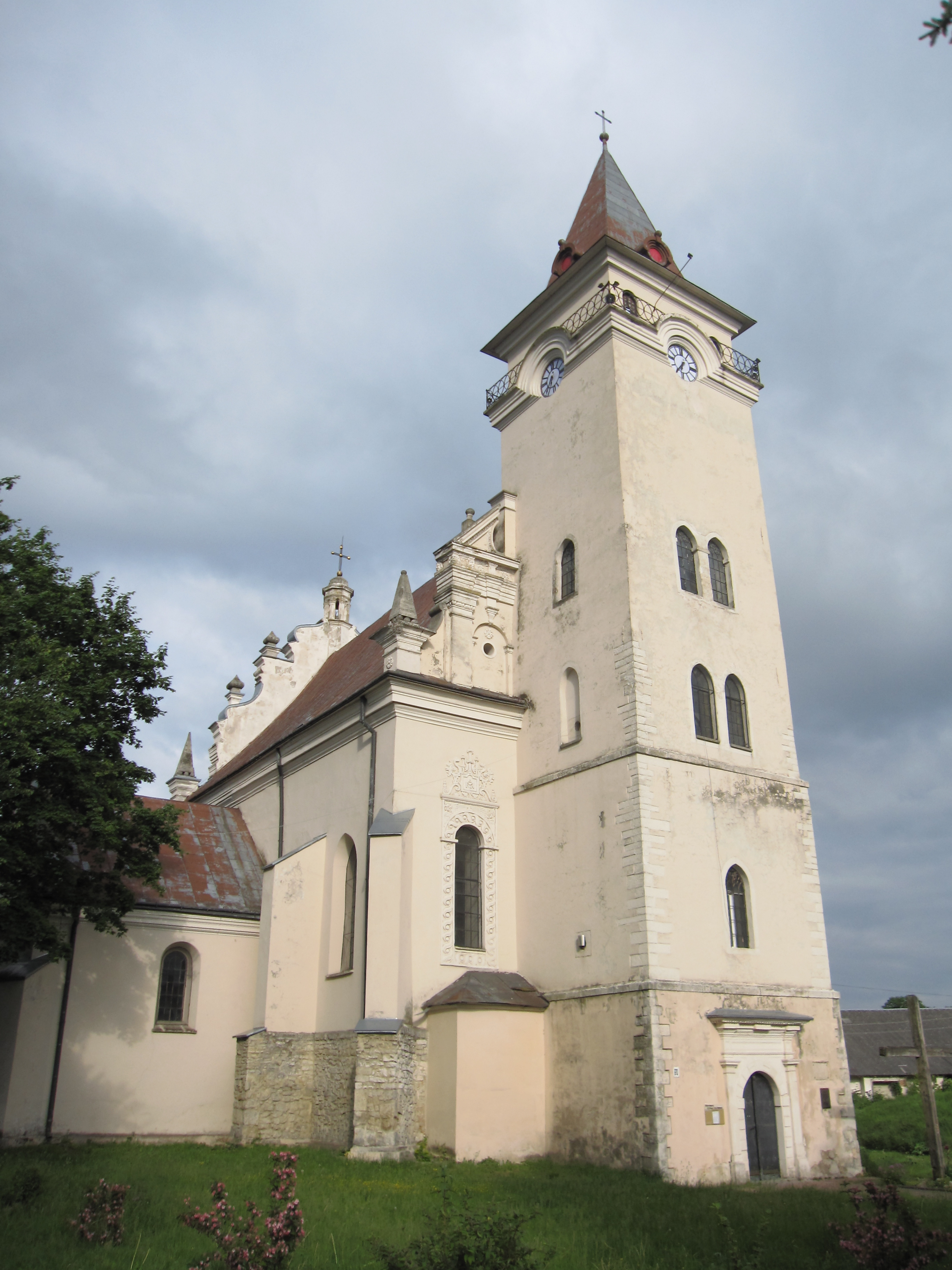
Костельна вежа

Будівля костелу святого Миколая та Анни в Рогатині є монументальною спорудою з високою фронтальною вежею, яка підкреслює головний вхід неосновним архітектурним акцентом. Вежа відзначається добрими у мистецькому плані пропорціями членувань та вишуканим розташуванням віконних отворів.
Круговий оглядовий майданчик на вершині вежі, збудований після реставрації 1936 року, вказує, що він призначався для спостереження краєвидів міста, тобто ця вежа колись мала дозорне значення.
Вікна головного фасаду прикрашені біло-кам'яним обрамленням пізньоренесансного і барокового стилю. Частина бічних стін має зондаж — оголену від штукатурного покриття поверхню з метою показати спосіб і техніку кам'яної кладки.
Інтер'єр храму — тридільна базиліка з двома рядами круглих колон і нервюрними склепіннями. У південній частині каплиці — склепіння хрестове, у північній — циліндричне з розпалубками, що дало можливість уникнути одноманітності форм в інтер'єрі храму.
Значною прикрасою костельного інтер'єру були світильники, особливо центральний. Богослужіння відбувалося у супроводі органної музики.

## З історії храму
Рогатинський костел побудований у 1666 році. Та на сторінці Української католицької церкви вказується, що костел зведено ще в 1538 році.
При парафії костелу функціонував польський жіночий монастир сестер-шариток,[джерело?] при якому розміщувались лікарня і сиротинець.
Декілька разів протягом історії він реконструювався, причому під час відновлювальних робіт зазнавав змін не тільки в інтер'єрі, а й зовні. Першу велику реставрацію Миколаївського костелу в Рогатині було здійснено в 1866 році — якраз тоді і провадилась певна зміна архітектурних форм храму.

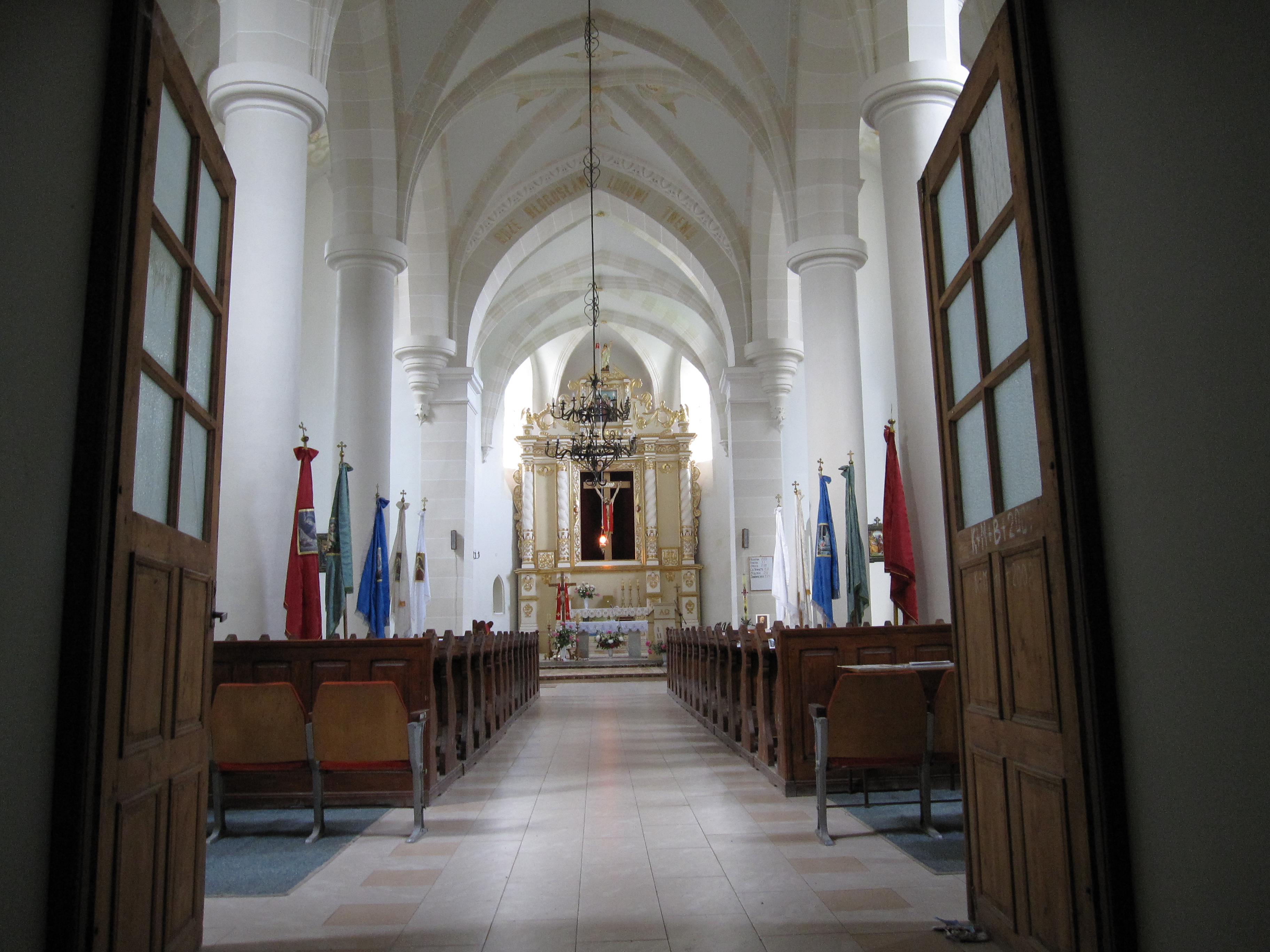
Інтер'єр костелу, травень 2009 року

Значну реконструкцію рогатинського костелу св. Миколая було проведено у 1935—36 роки.
Під час Другої світової війни костел зазнав значних ушкоджень.
У повоєнний час над храмом нависла загроза, і лише статус колишньої вже на той час культової споруди як історико-архітектурної пам'ятки республіканського значення, врятував будівлю від знищення. Республіканський інститут історії будівництва та архітектури дав згоду на виготовлення проекту, який пристосовував приміщення колишнього костелу під потреби краєзнавчого музею. Відтак ці роботи було здійснено в 1974 році.
Професор Мечислав Гембарович досліджував головний вівтар костелу. Ян Островський приписує будівничому та «штукаторові» Янові Вольфу перебудову костелу.

## Головні дати і річниці з історії Римо-Католицької парафії в м. Рогатині
1415 — заснована латинська парафія в м. Рогатині, яка також збігається з формальним заснуванням міста. Остаточно будівництво першого костелу в м. Рогатині завершили в 1419 році.
1509 — згорів дерев'яний костел, а в його місце розпочали будівництво сьогоднішнього храму св. Анни, Миколая і Йосипа.
1600 — перша згадка про костел св. Варвари в м. Рогатині.
1614 — фундація монастиря отці Домініканців і костелу св. Яцека в м. Рогатині.
1620—1621 — латинський костел в Рогатині був пошкоджений унаслідок нападу турецько-татарських війн.
1648 — костел пограбований і після цього розпочато ремонт будівлі.
1661 — консекрація (освячення) костелу св. Варвари в м. Рогатині, яку провів Стефан Казімеж Харбіцький, єпископ-помічник Львівської Архідієцезії.
1666 — завершення ремонтних робіт і консекрація (освячення) храму.
1842 — фундація монастиря сестер милосердя (шариток) і закладу для вбогих в м. Рогатині.
17 і 18 липня 1944 року на костел в Рогатині впало три бомби, а в храмі внаслідок вибуху загинуло 8 чоловік, а 14 було поранено.
13 жовтня 1945 — костел закрила радянська влада, замінюючи його на склад зерна, а потім меблевий магазин.
В радянські часи церква охоронялась як пам'ятка архітектури Української РСР (№ 244).
1991 — костел повернули вірним Римсько-Католицької Церкви в Україні.
14 вересня 1991 — єпископ Маркіян Трофим'як заново освятив костел в Рогатині.
За роки незалежності України (від 1991 року) костел був повернений релігійній громаді, храм було відремонтовано, відновлено іконостас та вівтарну частину. На той час настоятелем парафії був о. Анатолій Заячківський. В 1995 році в Україну приїхали сестри представниці згромадження лат. Congregatio Virginum a Praesentatione Beatae Mariae Virginis, які опікуються храмом і до сьогодні. Наступним парохом був о. Віктор Антонюк. Значний внесок у розвиток парафії вніс настоятель храму о. Мар'ян Сковира. При парафії діяла молодіжна спільнота «Lumen Vitae».
У теперішній час костел святого Миколая та Анни в Рогатині — не лише духовна святиня, але й історична скарбниця України.

## Виноски
1. ↑  Перелік пам'яток культурної спадщини, що не підлягають приватизації (Івано-Франківська область) на vezha.org[недоступне посилання]
2. ↑  Урсу Н. Скульптура і різьбярство в осередках домініканського ордену XVII—XIX століть на землях УКРАЇНИ // Наукові записки. Серія: Мистецтвознавство. — 2010. — № 1. — С. 194—195.
3. ↑  Н. Урсу в іншій своїй праці — «Роль митців – творців сакрального ПРОСТОРУ ДОМІНІКАНСЬКИХ храмів XVI-XIX століть на землях ГАЛИЧИНИ». С. 141. — посилається на Яна Островського [Архівовано 30 жовтня 2016 у Wayback Machine.] → Ostrowski J. K. Kościół p.w. św. Jacka i klasztor O.O. Dominikanów w Rohatynie // Kościoły i klasztory rzymskokatolickie dawnego Wojewódstwa Ruskiego. – Kraków, 2002. – T. 10. – S. 316—317.
4. ↑  Kurzej M. Kościół Bernardynów w Leszniowie - nieznane dzieło Jana Wolffa [Архівовано 17 лютого 2017 у Wayback Machine.] // Sztuka Kresów Wschodnich: materiały sesji naukowej. — Kraków, 2006. — № 6. — S. 29. (пол.)
5. ↑  Про впорядкування справи обліку та охорони пам'ятників архітектури на території Української РСР. zakon.rada.gov.ua. Архів оригіналу за 5 травня 2021. Процитовано 21 лютого 2021.

## Джерело
- матеріал, підготовлений Михайлом Воробцем // Рогатин. Карта-схема. — К. : ДНВП «Картографія», 2008. — (Обличчя міста).